# إدوارد رينولدز
إدوارد رينولدز (30 أغسطس 1830 - 3 أبريل 1908) (بالإنجليزية: Edward Reynolds)‏ هو لاعب كريكت بريطاني.